# Григорево (Весьегонский район)
Григорово — деревня в Весьегонском муниципальном округе Тверской области.

## География
Деревня находится в северо-восточной части Тверской области на расстоянии приблизительно 18 км на запад-северо-запад по прямой от районного центра города Весьегонск.

## История
Известна с 1628-30 годов как пустошь «Григорково на болоте». К 1811 году это была уже деревня с 31 ревизской душой, принадлежавшая капитан-лейтенанту флота Арсению Алексеевичу Измайлову. До 2019 года входила в состав Ёгонского сельского поселения до упразднения последнего.

## Население
Численность населения: 33 человека (русские 100 %) в 2002 году, 13 в 2010.